# Картвелски народи
Картвелски или јужнокавскаски народи, су етнолингвистичка група која живи у пределу западног Закавказја, на територији Грузије и Турске и говоре картвелске језике. У картвелске народе спадају следеће групе:
- 1) Грузини
  - Аџари
  - Хевсури
- Занска група
  - 2) Мегрели
  - 3) Лази
- 4) Свани

Картвелски народи деле заједнички језик, историју и културу. Порекло ових народа није познато, али су они вероватно резултат стапања староседелачких кавкаских народа са досељеницима из Мале Азије. Данас, се под Грузинима подразумевају сви картвелски народи, другим речима Мегрели, Лази и Свани се сматрају подгрупама грузинског народа.